# Masatepe
Masatepe là một khu tự quản thuộc tỉnh Masaya, Nicaragua. Khu tự quản Masatepe có diện tích 59 ki lô mét vuông. Đến thời điểm năm 2005, huyện Masatepe có dân số 31583 người.